# NGC 6344
NGC 6344 је двојна звезда у сазвежђу Херкул која се налази на NGC листи објеката дубоког неба.
Деклинација објекта је + 42° 26' 4" а ректасцензија 17h 17m 18,1s. Привидна величина (магнитуда) објекта NGC 6344 износи 13,8.